# Orovnica
Orovnica (em húngaro: Oromfalu) é um município da Eslováquia, situado no distrito de Žarnovica, na região de Banská Bystrica. Tem 14,25 km² de área e sua população em 2018 foi estimada em 558 habitantes.

## Demografia
| Ano:        | 1994 | 2004   | 2014   | 2024   |
| ----------- | ---- | ------ | ------ | ------ |
| Broj ljudi: | 580  | 546    | 567    | 513    |
| Razlika:    |      | -5,86% | +3,84% | -9,52% |

| Ano:               | 2023 | 2024   |
| ------------------ | ---- | ------ |
| Número de pessoas: | 517  | 513    |
| Diferença:         |      | -0,77% |